# Pleurotomaria brennensis
Pleurotomaria brennensis is een fossiele slakkensoort uit de familie van de Pleurotomariidae. De wetenschappelijke naam van de soort is voor het eerst geldig gepubliceerd in 1932 door Reed.